# Villambistia
Villambistia ist ein Ort am Jakobsweg in der Provinz Burgos der Autonomen Gemeinschaft Kastilien-León.

## Sehenswürdigkeiten
Die Ansicht des Dorfes beherrscht die dem heiligen Stephanus geweihte Pfarrkirche San Esteban aus 17. Jahrhundert. Davor befindet sich ein Brunnen, der auch Teil des Ortswappens ist.
Die lange Beziehung Villambistias zum Jakobsweg verdeutlichen zwei Gebäude, die früher als Pilgerherberge gedient haben.

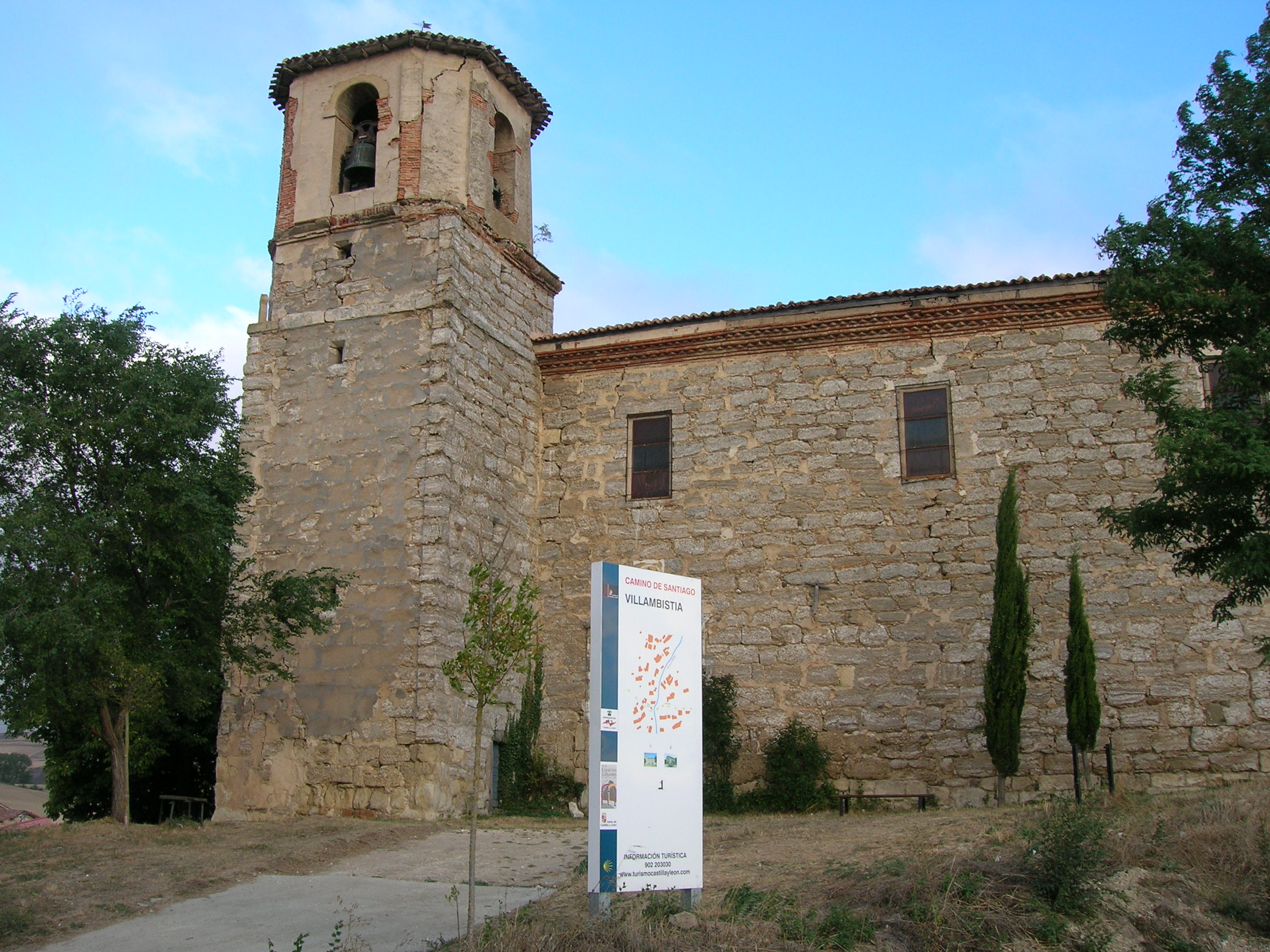
Stefanskirche in Villambistia

## Kultur
Villambistia verfügt über ein soziokultures Zentrum in dem u. a. die Volkstanzgruppe Danzantes de Villambistia traditionelle Tänze des Dorfes und der Zone probt.
Das Dorffest (Fiesta) findet anlässlich der Gedenktage Mariä Himmelfahrt und Rochus (Nuestra Señora y San Roque, ein Heiliger mit deutlichem Bezug zur Pilgerfahrt) am 15. und 16. August statt.

## Bevölkerungsentwicklung
| 1991 | 1996 | 2001 | 2004 |
| ---- | ---- | ---- | ---- |
| 84   | 82   | 67   | 65   |